# 交響情人夢 (日本電視劇)
《交響情人夢》（意近「如歌的野田妹」），是由日本漫畫家二之宮知子（二ノ宮知子）的同名漫畫（講談社出版）改編的電視劇，在富士電視台的月九（每週一晚上九點）時段播出。漫畫版於2010年4月26日完結，共25集。電視劇版則拍攝到漫畫的第九集，上檔時間為2006年10月16日至2006年12月25日。

## 劇情概說
千秋真一由於小時候曾經遭遇空難與危及性命的溺水事件而不敢再搭飛機或乘船，也因此無法克服心理障礙出國去尋找他的恩師名指揮家求藝，而必須留在本國就讀音樂大學，原本懷才不遇而自怨自艾的他，在與个人生活作风极其懒惰的鋼琴天才學妹野田惠相遇後，人生卻產生了極大的變化。劇中配樂均為精挑細選與情節呼應的古典名曲。是一部結合知性與感性的喜劇。

## 配樂
本劇的一大特色，即在於使用許多古典音樂曲目，巧妙地結合劇情與音樂。
- 貝多芬 《第七號交響曲》第一樂章（片頭曲）。
- 拉威爾《波麗露》
- 喬治·蓋希文《藍色狂想曲》（片尾曲）。

## 角色（演員）
本內容只列出電視劇與原作有所不同的地方。

### 本篇
- 野田惠（上野樹里，幼少時代：森迫永依）（香港配音：張頌欣）
- 千秋真一（玉木宏，幼少時代：藤田玲央）（香港配音：黃啟昌）（台灣客家語配音：吳政迪）
- 峰龍太（瑛太）（香港配音：梁偉德）
- 三木清良（水川麻美）（香港配音：梁少霞）
- 奥山真澄（小出惠介）（香港配音：黃榮璋）
- 多賀谷彩子（上原美佐（日语：上原美佐 (1983年生)））（香港配音：鄭麗麗）
- 菅沼沙也（井上佳子）
- 大河内守（遠藤雄彌）（香港配音：曹啟謙）
- 佐久櫻（紗榮子）（香港配音：何璐怡）
- 峰龍見（伊武雅刀）（香港配音：陳永信）
- 佐久間学（及川光博）（香港配音：蘇強文）
- 河野毛江子（畑野浩子）
- 江藤耕造（豐原功補）（香港配音：翟耀輝）
- 谷岡肇（西村雅彥）（香港配音：朱子聰）
- 法蘭茲・休得列傑曼／Franz Strezemann（竹中直人）（香港配音：招世亮）
- 艾麗莎／Elise（吉瀨美智子）（香港配音：陳凱婷→曾佩儀）
- 賽巴斯恰諾・維埃拉／Sebastiano Vieira（丹尼克·馬卡爾（英语：Zdeněk_Mácal））
- （岩佐真悠子）（香港配音：許盈）
- 田中真紀子（高瀨友規奈）
- 玉木圭司（近藤公園）（香港配音：黎景全→伍博民）
- 橋本洋平（坂本真）（香港配音：李錦綸）
- 鈴木萌（松岡璃奈子）（香港配音：曾秀清）
- 鈴木薫（松岡恵望子）（香港配音：程文意）
- 岩井一志（山中崇）（香港配音：陳廷軒）
- 金城靜香（小林樹奈子（日语：小林きな子））
- 井上由貴（深田亞希（日语：深田あき））
- 金井（小嶌天天）
- 黑木泰則（福士誠治）（香港配音：雷霆）
- 菊池亨（向井理）（香港配音：陳卓智）
- 木村智仁（橋爪遼）（香港配音：李致林）
- 片山智治（波岡一喜）（香港配音：陳廷軒）
- 相澤舞子（櫻井千壽）（香港配音：陳凱婷）
- 江藤香織（白石美帆）（香港配音：曾佩儀）
- 三善征子（黒田知永子（日语：黑田知永子））
- 桃平美奈子（秋吉久美子，學生時代：稲葉瑠奈）（香港配音：陸惠玲）

### 特別篇
- 堅尼·多那杜／Jean Donnadieu（Giry Vincent（日语：ジリ・ヴァンソン））（香港配音：蘇強文）
- 片平元（石井正則）（香港配音：李錦綸）
- 法蘭克／Frank Latoine（Wentz瑛士）（香港配音：曹啟謙）
- 塔妮亞／Tatiana “Tanya” Vishneva（Becky）（香港配音：鄭麗麗）
- 並木優子（山口紗彌加）（香港配音：曾秀清）
- 安娜／Anna（Rosanna Zambon（日语：ロザンナ・ザンボン））（香港配音：許盈）
- 夏洛·歐克雷／Charles Auclair（Manuel Doncel，配音：柳澤愼一（日语：柳澤愼一））
- ロラン・シュヴァリエ（三浦涼介）（香港配音：伍博民）
- 孫蕊／孫Rui（山田優）（香港配音：黃玉娟）
- 孫蕊的母親（片桐入）
- 神童路加·波多里（富永凌平）

## 製作人員
- 原作：二之宮知子
- 編劇：衛藤凜
- 音樂：服部隆之
- 音樂監修：茂木大輔
- 導演：武內英樹（第1、2、4、7、9、11〔最終〕話、特別篇）、川村泰祐（第3、5、8、10話）、谷村政樹（第6話）
- 製作人：若松央樹、清水一幸

## 播放日期、副題、收視率
| 集數   | 中文副題                               | 日文原文副題 | 日本播放日期 | 收視率 |
| ------ | -------------------------------------- | ------------ | ------------ | ------ |
| 1      | 變態鋼琴家 VS 本大爺指揮家的愛情合奏   |              | 2006/10/16   | 18.2%  |
| 2      | 變態樂團！混亂的開始！                 |              | 2006/10/23   | 16.1%  |
| 3      | 弱小樂團大危機！愛可以拯救貧窮嗎？     |              | 2006/10/30   | 18.4%  |
| 4      | 奪吻成功！？感動的定期演奏會大戰！     |              | 2006/11/06   | 18.3%  |
| 5      | 永別了巨匠！戀之學園交響樂對決！       |              | 2006/11/13   | 19.9%  |
| 6      | 永別了Ｓ團！感動的告別會＆愛的兩台鋼琴 |              | 2006/11/20   | 17.5%  |
| 7      | 新樂團開始！戀愛風波的預感             |              | 2006/11/27   | 19.4%  |
| 8      | 新星樂團初陣！克服恐懼症而動搖的戀愛   |              | 2006/12/04   | 19.2%  |
| 9      | 比賽VS留學！決斷是離別的預感？         |              | 2006/12/11   | 19.3%  |
| 10     | 混亂的比賽！表白與眼淚的最後一章！     |              | 2006/12/18   | 18.7%  |
| 大結局 | 再見野田惠！感動的聖誕公演！           |              | 2006/12/25   | 21.7%  |

### 特別篇
| 集數     | 中文副題                                                        | 日文原文副題 | 日本播放日期 | 收視率 |
| -------- | --------------------------------------------------------------- | ------------ | ------------ | ------ |
| 特別篇   | 戀愛與音樂的全新篇章 突然闖入的變態傢伙！夢想的指揮權競爭大戰！ |              | 2008/01/04   | 18.9%  |
| 特別篇   | 引發波瀾萬丈的對手出現了！初次的獨奏會 二人的戀情會就此結束嗎？ |              | 2008/01/05   | 21.0%  |
| 平均收視 | 平均收視                                                        | 平均收視     | 平均收視     | 18.5%  |

## 獎項
| 年份   | 大獎             | 獎項             | 得獎者                       | 結果 |
| ------ | ---------------- | ---------------- | ---------------------------- | ---- |
| 2006年 | 第51回日劇學院賞 | 最佳日劇         | 交響情人夢                   | 獲獎 |
| 2006年 | 第51回日劇學院賞 | 最佳男主角       | 玉木宏                       | 提名 |
| 2006年 | 第51回日劇學院賞 | 最佳女主角       | 上野樹里                     | 獲獎 |
| 2006年 | 第51回日劇學院賞 | 最佳男配角       | 小出惠介                     | 提名 |
| 2006年 | 第51回日劇學院賞 | 最佳男配角       | 瑛太                         | 提名 |
| 2006年 | 第51回日劇學院賞 | 最佳音樂         | 武內英樹                     | 獲獎 |
| 2006年 | 第51回日劇學院賞 | 最佳導演         | 武內英樹、川村泰祐、谷村政樹 | 獲獎 |
| 2006年 | 第51回日劇學院賞 | 最佳片頭片尾     | 交響情人夢                   | 獲獎 |
| 2006年 | 第51回日劇學院賞 | 電視周刊特別獎   | 劇中管弦樂團                 | 獲獎 |
| 2007年 | エランドール賞   | 新人獎           | 上野樹里                     | 獲獎 |
| 2007年 | エランドール賞   | 新人獎           | 玉木宏                       | 獲獎 |
| 2007年 | 首爾國際電視節   | 最佳短篇電視影集 | 交響情人夢                   | 獲獎 |
| 2007年 | 首爾國際電視節   | 最佳音樂         | 武內英樹                     | 獲獎 |
| 2007年 | 首爾國際電視節   | 最佳導演         | 武內英樹                     | 獲獎 |
| 2008年 | 銀河賞           | 獎勵賞           | 交響情人夢 巴黎篇SP          | 獲獎 |
| 2008年 | 東京國際電視節   | 主演女優賞       | 上野樹里                     | 獲獎 |

## 外部連結
- 緯來日本台《交響情人夢》網站 （页面存档备份，存于）（中文）
- 緯來日本台《交響情人夢·巴黎篇》網站 （页面存档备份，存于）（中文）
- 無線電視《交響情人夢》網站（中文）
- 互联网电影数据库（IMDb）上《交響情人夢》的资料（英文）
- 互联网电影数据库（IMDb）上《交響情人夢最終樂章前篇》的资料（英文）
- 互联网电影数据库（IMDb）上《交響情人夢最終樂章後篇》的资料（英文）

### 播放電視台
| 富士電視台 星期一 21:00至21:54       | 富士電視台 星期一 21:00至21:54                  | 富士電視台 星期一 21:00至21:54 |
| ------------------------------------ | ----------------------------------------------- | ------------------------------ |
|                                      | 交響情人夢 （2006.10.16 - 2006.12.25）          |                                |
| 戀愛維他命 （2006.7.10 - 2006.9.18） | 東京鐵塔：我的母親父親 （2007.1.8 - 2007.3.19） |                                |